# ویلی باندهولتس
ویلی باندهولتس (انگلیسی: Willy Bandholz; ۲۸ ژوئیهٔ ۱۹۱۲ – ۲۹ ژانویهٔ ۱۹۹۹) بازیکن هندبال اهل آلمان بود.